# Josef Schey von Koromla
Josef Freiherr Schey von Koromla (* 16. März 1853 in Wien, Kaisertum Österreich; † 18. Januar 1938 ebenda) war ein österreichischer Rechtswissenschaftler und Hochschullehrer.

## Leben
Josef Schey von Koromla war der Sohn des jüdischen Bankiers, Großhändlers und Mäzens Friedrich Freiherr Schey von Koromla und dessen vierter Frau Hermine, geborene Landauer (1822–1902). Sein Großonkel war der Großhändler und Philanthrop Philipp Freiherr Schey von Koromla (1798–1881).
Schey von Koromla besuchte von 1862 bis 1870 das Akademische Gymnasium in Wien. Er studierte von 1870 bis 1875 Rechtswissenschaften an der Universität Wien sowie in Berlin und Bonn und wurde 1875 in Wien promoviert. Ab 1877 war er in der niederösterreichischen Finanzprokuratur tätig.; im selben Jahr habilitierte er mit der Schrift Zur Geschichte der actio Pauliana und des interdictum fraudatorium  an der Universität Wien.

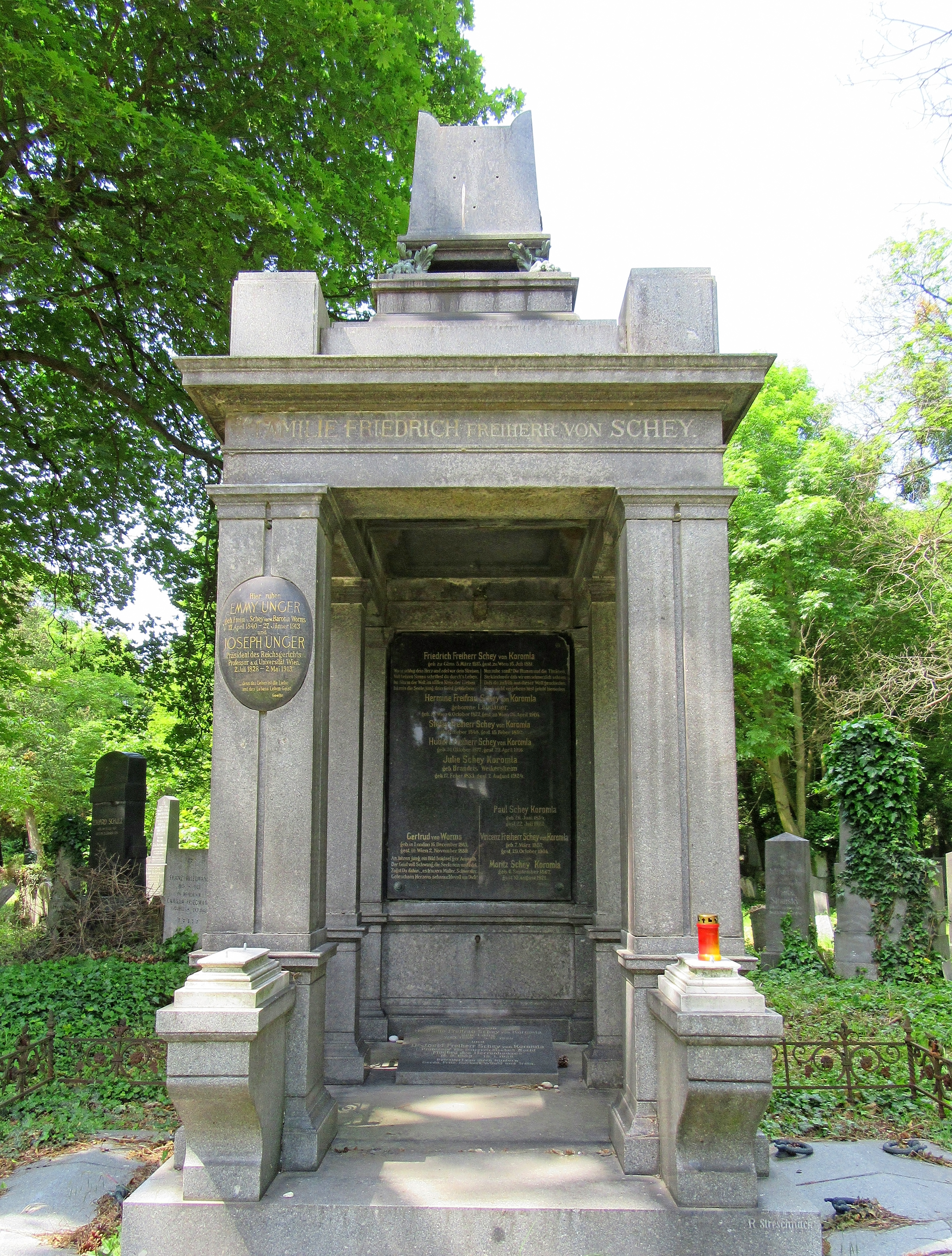
Grab von Josef Schey von Koromla in der Familiengruft auf dem Wiener Zentralfriedhof

Ab 1882 war er im Ministerium für Kultus und Unterricht tätig und erhielt im selben Jahr den Titel eines außerordentlichen Professors. Ab 1884 lehrte er als außerordentlicher Professor für Römisches Recht und österreichisches Privatrecht an der Universität Wien, wo er 1885 ordentlicher Professor wurde. An der Universität Graz lehrte er von 1885 an Römisches Recht, 1893 übernahm er dort den Lehrstuhl für österreichisches Zivilrecht und war 1889/1890 Dekan der juristischen Fakultät.
1897 kehrte er als Professor des österreichischen Zivilrechts an die Universität Wien zurück und war dort 1900/1901 sowie 1910/1911 Dekan der Fakultät. 1903 wurde er zum Hofrat ernannt und 1907 zum Mitglied des Herrenhauses des Reichsrats auf Lebenszeit. Mit dem Adelsaufhebungsgesetz 1919 musste er seinen Namen ändern und verlor die Adelsprivilegien. 1925 wurde Schey korrespondierendes Mitglied der Österreichischen Akademie der Wissenschaften. 1925 wurde er emeritiert, lehrte jedoch bis 1933 weiter als Honorarprofessor.
Schey wurde mit Ehrendoktoraten der Universitäten Graz (1923) und Wien (1935) ausgezeichnet.
Aus der Ehe mit Henriette Lang (* 7. Oktober 1856; † 4. Dezember 1934) hatte er drei Söhne und zwei Töchter. Er ruht in der israelitischen Abteilung des Wiener Zentralfriedhofes.

## Werk
Schey von Koromla war in seiner Jugend vom Pandektismus seines Schwagers und Lehrers Joseph Unger beeinflusst, löste sich jedoch später von der römischen Schuldoktrin.
Ab 1890 veröffentlichte er sein Hauptwerk, Die Obligationsverhältnisse des österreichischen allgemeinen Privatrechts. Er gehörte ab 1904 der Kommission zur Erneuerung des Allgemeinen bürgerlichen Gesetzbuchs (ABGB) von 1811 an, übernahm darin die Bereiche Obligations- und Pfandrecht und schlug statt einer Gesamtrevision die Erneuerung durch Teilnovellen vor. 1912 legte er als Generalreferent der Kommission einen Entwurf vor, der mit geringen Änderungen bis 1916 umgesetzt wurde. Er gab die Manz’sche ABGB-Ausgabe heraus und war Mitherausgeber der Sammlung von Civilrechtlichen Entscheidungen des k.k. obersten Gerichtshofes.
Nach dem Ersten Weltkrieg war er im Regierungsauftrag als Schiedsrichter an internationalen Schiedsgerichten in Paris und London tätig, die nach dem Vertrag von Saint-Germain eingerichtet wurden. Er vertrat etwa den österreichischen Anspruch gegenüber dem Wiedergutmachungsanspruch Belgiens auf Kulturgüter, darunter der Schatz des Ordens vom Goldenen Vlies. Dabei gelang es ihm, eine gütliche Übereinkunft zu treffen.